# Канемска империя
Канемската империя (или Канемско-борнуанско царство) е голяма историческа държава, съществувала на територията на днешните Нигерия, Нигер, Чад, Камерун и Либия от началото на VIII век до около 1900 година. Основана е от племето Теда, чиито предци са коренното население на централна Сахара. Върховният владетел на страната се е наричал маи. След XIV век основен източник на информация за царството е царската хроника Гиргам.

## Канемско царство
В началото на VIII век на североизток от езерото Чад е основана държава близо до транссахарския търговски път. Новото Канемско царство бързо се разраства, появяват се големи градове. Голяма част от населението са били номади от народите Теда-Даза. Според една от теориите, базираща се на древни арабски ръкописи, благородническият елит и номадските племена са били обединени от народът Загава, който е бил най-многобройният в централна Сахара. Известно е, че в целия период на съществуване на Канемската империя са управлявали само две династии – Дугува и Сайфава. Последната увеличава влиянието си паралелно с разпространението на Исляма в Африка. В езическия период на Канемското царство владетелят е смятан за божество. Около 1068 първият мюсюлманин-Сайфава Хумай сваля от власт последният владетел от династията Дугува – маи Селма. Хумай е смятал Исляма за извор на полезни идеи от Арабия и Средиземноморието, както и възможност за увеличаване на грамотността на населението. Езическият народ Загава (дал началото на Дугува) вероятно е започнал да се противопоставя на новата религия. Новата династия премества столицата от Манан в Нджими. С течение на времето мощта на мюсюлманската държава нараства толкова много, че почти всички номадски народи и земеделци на нейната територия признават императора, плащайки му данък.
Най-голямото териториално разширение е осъществено по време на маи Дунама Дабалеми. (ок. 1221 – 1259). По време на енергичното си управление, той влиза в приятелски взаимоотношения със северноафриканските султани и създава специален лагер в Кайро, който да улеснява поклонниците при пътуванията им до Мека. Дунама Дабалеми обявява свещена война (джихад) на езическите племена в империята. Канемското царство навлиза в период на интензивно териториално разширение – на север е завзет регионът Фесан (в днешна Либия), на изток границата стига до султаната Уадаи, на юг до равнините на днешен Камерун и на запад до дн. Кано (Нигерия).
Дунама Дабалеми също въвел система за възнаграждаване на по-висшите военни – те получавали територията, която са завзели с войниците си. По-късно този вид възнаграждаване е отменено, защото офицерите започнали да предават земите на своите наследници.

## Период на нестабилност
Вижте също: Борнуанско царство
След смъртта на Дабалеми в Канемското царство настъпва период на упадък и нестабилност. Избухва гражданска война заради противоречията кой от синовете му да заеме престола. Населението престава да плаща данъците си, територията и влиянието на царството намаляват. До края на XIV век вътрешнополитическите борби предизвикват разпада на Канемското царство. Около 1376 година е имало шест владетели, обявили се за маи. Народът билала избива пет от тях и към 1396 принуждават Умар Идрисми да напусне столицата Нджими и да се установи на западния бряг на езерото Чад. Това действие полага началото на Борнуанското царство, което се счита за наследник на Канемското. То просъществува до края на XIX век.